# Vsister会議
Vsister会議 は女性アイドルユニットVsister（41promotion所属）が毎週火曜日深夜24：30～と毎週水曜日早朝05：00～放送しているライブ配信。

## 概要
- 2016年11月8日（火）24：30より、ライブ配信サイトShowroomにて配信をスタート。
- ファンとアイドルユニットVsisterをどう作り上げていくかを話し合う場として立ち上げられる。
- 東京在住メンバー橘由紀子、ほんまかよこ、楠原莉紗の3名が深夜に集まり合同練習をする際、その前後に配信するため火曜日24：30～と水曜日05：00～の二部構成となっている。
- スタート開始から手作りの配信用ユニフォームを作成したり、コールを考えたりしたものの、その後はファンとの交流の場およびイベント等の告知の場となる。
- 深夜練から解放された早朝配信では、小コントやお笑いネタを披露し、「頑張る大人の応援団！」として出勤前のサラリーマンや夜勤開けの労働者の心を癒やしている。
- Showroomで毎日配信枠への表示を目指して、Vsister会議が開催されない日はメンバー日替わりの個人配信を放送する。

## メンバー
＜常勤メンバー＞
- 橘由紀子（リーダー）
- ほんまかよこ
- 楠原莉紗

＜非常勤メンバー＞
- 押川愛永：富山在住のため特別な配信の際に電話出演。
- マネージャー：気が向いたら視聴者に紛れ込み参加。コメントやLINEにて指示を出す。

＜その他メンバー＞
- ほんま君：小コントに登場する高校生男子。ラップを歌い、橘由紀子に告白したりする。
- 指りさりさ：楠原莉紗が台風等で参加できない場合、ほんまかよこの人差し指に魂が宿り登場する。

## 特記記録
＜Vsister結成秘話＞
- リーダー橘由紀子が個人配信にて結成秘話を語る。
- 橘由紀子がある日突然マネージャーよりアイドルとして売り出すことを通告され、ソロでいくかグループにするか考えるようにいわれる。当時人前で歌うことに自信のなかった橘由紀子は即答でグループを選択。これにより41promotion所属、富山県初のアイドルユニットVienolossiのお姉さんユニットVsisterが結成される。
- 知人の楠原莉紗に声をかけ、事務所の先輩でありアイドルユニット経験者のほんまかよこを招き、すでにVienolossiで活動している押川愛永をくわえることでメンバーが整った。